# Epico (wrestler)
Orlando Tito Colón (San Juan, 24 marzo 1982) è un wrestler portoricano sotto contratto con la World Wrestling Council oltre che effettuare apparizioni con la Total Nonstop Action Wrestling.
È il nipote del WWE Hall of Famer Carlos Colón, nonché il cugino di Primo Colón e di Carlito. In WWE, Epico ha vinto una volta il WWE Tag Team Championship con Primo.

## Carriera

### Hybrid Pro Wrestling (2005)
Colón inizia ad allenarsi nella Hybrid Pro Wrestling, dove debutta da heel interpretando il classico personaggio della famiglia Colon, che "vince con ogni mezzo possibile". Nel frattempo, partecipa anche a degli show di altre federazioni indipendenti. Riceve anche un'opportunità per l'Hybrid Pro Wrestling Championship, ma viene eliminato al primo turno da CJ Otis. Formò un tag team con Jack Thriller e i due iniziarono un feud con Jayson Quick & Josh Abercrombie. Colon ingaggia poi una battaglia fra il pubblico con Quick (Kayfabe) e la Hybrid Pro Wrestling licenzia entrambi. Questa storyline è stata usata per giustificare il ritorno di Colon a Puerto Rico.

### World Wrestling Council (2006–2010; 2012)
Colón debutta nella WWC prima con il suo vero nome, poi come Fireblaze. Qui vince il suo primo titolo, il WWC Puerto Rico Heavyweight Championship, sconfiggendo Bronco. Fino al 24 marzo 2007 perde e rivince il titolo ogni volta, arrivando a 4 regni da campione. Nel 2008, partecipa anche al torneo per decretare il nuovo WWC Universal Heavyweight Champion, ma viene eliminato in finale da Noriega, che si porta a casa match e titolo. Il 6 settembre 2008, sconfigge Steve Corino. Poco dopo, Colon subisce un infortunio che lo porta a stare fuori dalle scene fino al dicembre 2009, mese in cui ritorna da heel come La Pesadilla, attaccando Gonzales. Nel frattempo però, nel backstage appariva come Orlando Colon e soprattutto, appariva da face. Gonzales, nel frattempo, offre 5.000 dollari a chi avrebbe smascherato La Pesadilla. Quest'ultimo debutta sul ring a fine 2009, sconfiggendo Shane Sewell. La stessa sera, Colon lotta anche da face interpretando sé stesso sconfiggendo Bronco. Dopo il match, Gonzales annuncia di aver trovato la maschera di La Pesadilla e la indossa a Colon che viene smascherato ufficialmente. Ciò porta a un match fra Gonzales e Colon, che viene vinto dal primo. Dopo questo evento, Colon forma una stable heel con Hiram Tua ed Eric Escobar. Mentre governava la fazione, Colon riesce a vincere il suo quinto WWC Heavyweight Championship. Di lì a poco, Colon firmò un contratto con la WWE. Nel suo ultimo match, conquistò per la sesta volta il WWC Heavyweight Championship, che perse definitivamente contro Carlito il 25 settembre 2010.

### WWE (2011–2020)

#### Florida Championship Wrestling (2010–2011)
Colón debutta in FCW l'11 marzo 2010, sconfiggendo Lucky Cannon. Incomincia a lottare come Tito Nieves e successivamente come Tito Colon e Dos Equis. Il 3 giugno 2010, insieme a Hunico sconfigge Jey Uso & Jimmy Uso conquistando l'FCW Florida Tag Team Championship. Durante il regno da campione, cambia il suo nome in Epico. Difendono i titoli diverse volte contro gli Usos, Brodus Clay & Donny Marlow, Leo Kruger & Derrick Bateman e ancora Leo Kruger & Tyler Reks. Perdono il titolo il 15 luglio 2010 contro Kaval & Michael McGillicutty ma lo riconquistano contro gli stessi il giorno dopo. Perdono definitivamente i titoli di coppia 20 giorni dopo contro Johnny Curtis & Derrick Bateman in un triple treath tag team match che includeva anche Donny Marlow & Brodus Clay. Dopo il match, cambia il ring name di Tito Colon. Da singolo, debutta il 19 agosto perdendo in una battle royal che viene vinta da Alex Riley ma il 23 settembre, sconfigge Jinder Mahal. Riprova a conquistare i titoli di coppia FCW, ma Hunico & Epico vengono sconfitti da Curtis & Bateman in un Ladder Match. Il 20 novembre, Johnny Curtis, Derrick Bateman, Hunico ed Epico vincono un 8-man tag team match contro Alex Riley, Conor O'Brian, The Miz e Trent Baretta. Il 30 dicembre, combatte con la Superstar di Raw Primo Colon, nonché suo cugino, perdendo. Il 3 febbraio 2011, Hunico & Epico provano a riconquistare i titoli di coppia FCW ma vengono sconfitti dai campioni Damien Sandow & Titus O'Neil. Rimane in FCW alternando vittorie e sconfitte e ottenendo anche un match per il titolo FCW contro Mason Ryan, ma perde.
Nel suo ultimo match in FCW, fa coppia con Hunico a distanza di un anno dal loro ultimo regno titolato, perdendo contro Brad Maddox e Briley Pierce. Poi passa in pianta stabile in WWE.

#### Team con Primo (2011–2013)
Fa il suo esordio a SmackDown, con il ring name Epico, il 4 novembre, dove combatte e perde per squalifica contro Sin Cara, in seguito all'attacco di Hunico nei confronti dell'International Sensation. L'11 novembre, a SmackDown, entra nel ring insieme a Primo e Hunico e vince un match di coppia con quest'ultimo contro Jey e Jimmy Uso. Nella puntata di Superstars del 17 novembre sconfigge, insieme a Primo, gli Usos.
Poi viene comunicato sul sito della WWE che Epico farà parte del roster di Raw. Nella puntata di Superstars dell'8 dicembre, Epico batte il Campione di Coppia WWE Evan Bourne. La settimana successiva sempre a Superstars, battono Kofi Kingston e Evan Bourne, in un No-Title match.
A TLC, Epico & Primo provano a conquistare i titoli di coppia ma vengono sconfitti dagli Air Boom, dopo che Kingston schiena Primo a seguito di un Trouble in Paradise. Il 15 gennaio 2012 in un House Show non ripreso dalle telecamere a Oakland assieme al suo compagno Primo batte gli Air Boom in un match valevole per i titoli di coppia, diventando così per la prima volta campione di coppia, titoli che riescono a conservare anche nel rematch a Raw il 16 gennaio, sconfiggendo nuovamente gli Air Boom.
Essendo Campioni di Coppia, possono lottare sia a Raw che a SmackDown: infatti, nell'edizione di SmackDown del 20 gennaio vincono un Tornado Tag Team Match contro gli Usos. Il match era stato deciso dalla roulette. Alla sua prima partecipazione alla Royal Rumble, Epico entra col numero 10 ma è il lottatore a resistere meno tempo di tutti gli altri in quella edizione, rimanendo sul ring solo per 11 secondi ed essendo eliminato da Mick Foley.
Dopo aver sconfitto varie coppie improvvisate a Superstars, il 27 febbraio a Raw vince un triple treath match con Primo contro Dolph Ziggler, Jack Swagger e i Boom Jimmy difendendo i titoli di coppia. A fine match viene attaccato insieme a Dolph Ziggler, Primo ed R-Truth da Kane. A WrestleMania XXVIII, Primo ed Epico difendono le cinture di coppia in un Triple Treath Tag Team Match contro Justin Gabriel & Tyson Kidd e The Usos. Tuttavia, nella puntata di Raw del 30 aprile a Dayton, Ohio, perdono i titoli di coppia in favore di R-Truth e Kofi Kingston.
Nella puntata di SmackDown successiva, appare sullo stage insieme a Primo, Rosa Mendes e A.W., il loro nuovo consulente, durante il match di coppia fra Truth e Kingston e Hunico e Camacho, discutendo probabilmente su quando incassare la loro clausola di rivincita. A No Way Out, clamorosamente Abraham Washington tradisce il team portoricano schierandosi con Titus O'Neil e Darren Young dove aiuta questi ultimi a vincere un Fatal 4-Way Tag Team Match per decretare i primi sfidanti ai WWE Tag Team Championship.
Nella puntata di Raw successiva a No Way Out, vincono per count-out contro i Prime Time Players (Darren Young e Titus O'Neil), a causa di Abraham Washington che suggerisce ai suoi due nuovi assistiti di ritirarsi dalla contesa.
A Money in the Bank, Primo ed Epico sconfiggono i Prime Time Players. A SmackDown, i due portoricani perdono il match indetto dal General Manager Booker T per determinare i primi sfidanti alle corone di coppia proprio contro Young e O'Neil. Il 7 settembre, a SmackDown, hanno un altro match per diventare i primi sfidanti contro gli Usos e i Prime Time Players, che però viene vinto da questi ultimi.
A Night of Champions, Epico prende parte alla Battle Royal del Pre-Show valida per lo status di primo sfidante allo United States Championship, ma viene eliminato da Brodus Clay. Il giorno dopo, nella puntata di Raw successiva al PPV, Epico e Primo perdono contro Rey Mysterio & Sin Cara. Contro i due messicani, perdono anche il 1º ottobre sempre a Raw, nel primo turno del torneo per decretare i primi sfidanti ai titoli di coppia per Hell in a Cell, detenuti da Kane e Daniel Bryan.
Provano poi a sconfiggere Ryback in un 2 on 1 Handicap Match, ma non ci riescono. Il 12 novembre a Raw, Epico fa squadra con Primo e i Prime Time Players, perdendo contro Justin Gabriel, Tyson Kidd, Rey Mysterio e Sin Cara. Alle Survivor Series, Epico perde il Traditional 5 on 5 Elimination Match insieme a Primo, Titus O'Neil, Darren Young e Tensai contro il Team formato da Brodus Clay, gli International Airstrike, Rey Mysterio e Sin Cara. Prendono anche parte a Raw, ad un Fatal 4-Way Tag Team Match per decretare gli avversari di Mysterio e Cara a TLC in un match valido per lo status di primi sfidanti alle corone di coppia, ma perdono in favore dei Rhodes Scholars.
Nel 2013, Primo ed Epico, ad NXT, partecipano anche al torneo per decretare i primi NXT Tag Team Champions, ma vengono eliminati al primo turno da Michael McGillicutty e Bo Dallas.

#### Los Matadores (2013–2015)
Nella puntata di Raw del 19 agosto 2013, sono state mandate in onda delle vignette raffiguranti un nuovo tag team conosciuto come Los Matadores. Nella puntata del 30 settembre a Raw, Primo e Epico hanno debuttato come i Los Matadores, con la gimmick da toreri con El Torito come mascote sconfiggendo nell'occasione la 3MB. A WrestleMania XXX nel kick-off, i Los Matadores hanno affrontato i RybAxel, Real American ed i campioni di coppia WWE gli Usos in un Fatal four-way elimination match valido per i WWE Tag Team Championship, ma sono stati eliminati per primi. Il 23 giugno sul sito ufficiale della WWE è stato riportato che Fernando ha subìto un infortunio in un Live Event. È tornato nella puntata di Main Event del 19 agosto, dove insieme a Diego ha perso contro gli Slater-Gator (Heath Slater e Titus O'Neil).
A SummerSlam del 23 agosto 2015 i Los Matadores tentano di conquistare i WWE Tag Team Championship detenuti dai Prime Time Players (Titus O'Neil e Darren Young) in un Fatal Four-Way Tag Team Match che includeva, oltre ai campioni, anche i Lucha Dragons (Kalisto e Sin Cara) e i New Day (Big E e Kofi Kingston) ma sono proprio questi ultimi a vincere (anche se Big E e Kingston hanno vinto il match, anche Xavier Woods è stato riconosciuto campione con la Freebird Rule). Il 7 settembre a Raw i Los Matadores perdono contro i Dudley Boyz ed effettuano un turn heel quando Diego attacca El Torito. Successivamente vengono visti, senza El Torito, perdere contro i Prime Time Players.

#### The Shining Stars (2016–2017)
Dopo un lungo periodo di pausa durato ben otto mesi, Primo e Epico lanciano un promo nella puntata di Raw del 4 aprile 2016 (e diversi altri nelle successive puntate) dove mostrano le bellezze della loro terra, Porto Rico. Nella puntata di Raw del 16 maggio Primo e Epico fanno il loro ritorno con il nome The Shining Stars  e sconfiggono due jobber locali, Brian Kennedy e Scott Jackson. Per circa due mesi Primo e Epico non combattono in alcun match, apparendo invece in diversi promo.
Con la Draft Lottery avvenuta nella puntata di SmackDown del 19 luglio, i The Shining Stars sono stati trasferiti nel roster di Raw. Nella puntata di Main Event del 22 luglio i Shining Stars, assieme a Sheamus e Alberto Del Rio, trionfano sugli Usos, Titus O'Neil e Dolph Ziggler. Nella puntata di Raw del 25 luglio i The Shining Stars sono stati sconfitti da Enzo Amore e Big Cass a causa dell'interferenza involontaria dei Golden Truth (Goldust e R-Truth). Nella puntata di Raw del 1º agosto gli Shining Stars hanno trionfato sui Golden Truth a causa di una distrazione di R-Truth causata da Pokémon Go. Nella puntata di Raw del 15 agosto gli Shining Stars hanno affrontato Darren Young e Titus O'Neil ma, a causa di Bob Backlund (manager di Young), Titus ha effettuato un turn heel colpendo Young con il Clash of the Titus per poi andarsene, permettendo agli Shining Stars di vincere l'incontro. Nella puntata di Superstars del 2 settembre gli Shining Stars hanno trionfato sui Golden Truth. Il 5 settembre, a Raw, gli Shining Stars hanno sconfitto Enzo Amore e Big Cass. Nella puntata di Raw del 19 settembre gli Shining Stars hanno partecipato ad un 10-Man Tag Team match insieme a Luke Gallows, Karl Anderson e Chris Jericho contro Big E e Kofi Kingston del New Day, Enzo Amore e Big Cass e Sami Zayn venendo sconfitti. Nella puntata di Superstars del 14 ottobre gli Shining Stars hanno sconfitto facilmente Jared Pimm e Josh Andrews, due jobber locali. Nella puntata di Raw del 17 ottobre gli Shining Stars e Titus O'Neil sono stati sconfitti dai Golden Truth e Mark Henry. Nella puntata di Raw del 24 ottobre gli Shining Stars, supportati da Titus O'Neil, sono stati sconfitti dai Golden Truth. Nella puntata di Raw del 31 ottobre gli Shining Stars sono stati sconfitti da Cesaro e Sheamus. Nella puntata di Raw del 7 novembre gli Shining Stars hanno ottenuto un posto nel Team Raw per Survivor Series sconfiggendo i Golden Truth in maniera scorretta. Nella puntata di Raw del 14 novembre gli Shining Stars e i Golden Truth sono stati sconfitti da Enzo Amore, Big Cass, Luke Gallows e Karl Anderson. Il 20 novembre a Survivor Series gli Shining Stars hanno preso parte al 10-on-10 Traditional Survivor Series Tag Team Elimination match come parte del Team Raw contro il Team SmackDown, ma sono stati eliminati dagli American Alpha (Chad Gable e Jason Jordan); nonostante questo, però, il Team Raw ha vinto lo stesso l'incontro. Nella puntata di Main Event del 1º dicembre gli Shining Stars hanno sconfitto Curtis Axel e Darren Young. Il 14 dicembre, a Tribute to the Troops, gli Shining Stars hanno partecipato ad un Fatal 4-Way Tag Team match che includeva anche Luke Gallows e Karl Anderson, i Golden Truth e Cesaro e Sheamus per determinare i contendenti n°1 al WWE Raw Tag Team Championship del New Day (Big E, Kofi Kingston e Xavier Woods) ma il match è stato vinto da Cesaro e Sheamus. Nella puntata di Raw del 19 dicembre gli Shining Stars, Gallows e Anderson sono stati sconfitti da Cesaro, Sheamus, Big E e Kofi Kingston. Nella puntata di Raw del 26 dicembre gli Shining Stars hanno affrontato Bo Dallas e Darren Young ma il match è stato interrotto da Braun Strowman che ha attaccato senza motivo i partecipanti all'incontro. Nella puntata di Main Event del 7 gennaio 2017 il match tra gli Shining Stars contro Bo Dallas e Darren Young è avvenuto con la vittoria dei due Portoricani. Nella puntata di Main Event del 12 gennaio gli Shining Stars hanno sconfitto Darren Young e Sin Cara. Nella puntata di Main Event del 21 gennaio Epico ha sconfitto Darren Young per decisione arbitrale a seguito di un infortunio di quest'ultimo. Nella puntata di Raw del 6 febbraio gli Shining Stars sono stati sconfitti da Big E e Xavier Woods del New Day. Nella puntata di Main Event del 5 febbraio gli Shining Stars e Titus O'Neil sono stati sconfitti dal New Day. Nella puntata di Raw del 27 febbraio gli Shining Stars sono stati sconfitti da Big Show in un 2-on-1 Handicap match. Nella puntata di Raw del 6 marzo gli Shining Stars sono stati sconfitti da Big E e Kofi Kingston del New Day. Il 2 aprile, nel Kick-off di WrestleMania 33, gli Shining Stars hanno partecipato all'annuale André the Giant Memorial Battle Royal ma sono stati eliminati. Nella puntata di Raw del 10 aprile gli Shining Stars e Luke Gallows e Karl Anderson sono stati sconfitti da Cesaro, Sheamus e i WWE Raw Tag Team Champions, gli Hardy Boyz (Jeff Hardy e Matt Hardy). Con lo Shake-up dell'11 aprile gli Shining Stars sono stati trasferiti nel roster di SmackDown dove hanno attaccato gli American Alpha al termine del match.

#### The Colóns e rilascio (2017–2020)
Con lo Shake-up dell'11 aprile gli Shining Stars sono stati trasferiti nel roster di SmackDown; quella stessa sera Primo e Epico hanno attaccato gli American Alpha (Chad Gable e Jason Jordan) al termine del match di questi perso contro gli SmackDown Tag Team Champions, gli Usos (Jimmy Uso e Jey Uso). Nella puntata di SmackDown del 18 aprile gli Shining Stars hanno cambiato nome diventando i Colóns (con Primo e Epico che hanno di conseguenza aggiunto il cognome "Colón" al loro ringname e il loro nuovo nome non ha nulla a che vedere con i Colóns, il tag team formato dallo stesso Primo Colon con suo cugino Carlito nel 2002) e hanno sconfitto gli American Alpha. Nella puntata di SmackDown del 25 aprile i Colóns sono stati sconfitti dagli American Alpha in un Beat the Clock Challenge match. Nella puntata di SmackDown del 16 maggio i Colóns sono stati sconfitti dai Breezango (Tyler Breeze e Fandango). Nella puntata di SmackDown del 30 maggio i Colóns sono stati sconfitti nuovamente dai Breezango. Nella puntata di SmackDown del 6 giugno i Colóns sono stati sconfitti da Big E e Xavier Woods del New Day. Nella puntata di SmackDown del 13 giugno i Colóns e gli Usos sono stati sconfitti dai Breezango e da Kofi Kingston e Xavier Woods del New Day. Il 18 giugno, nel Kick-off di Money in the Bank, i Colóns sono stati sconfitti dagli Hype Bros (Mojo Rawley e Zack Ryder). Nella puntata di SmackDown del 4 luglio i Colóns hanno partecipato all'Indipendence Day Battle Royal per determinare il contendente n°1 allo United States Championship di Kevin Owens ma sono stati eliminati. In seguito, Epico ha riportato un infortunio alla spalla che lo costringerà a rimanere fuori dalle scene per un periodo imprecisato.
La più recente apparizione dei Colóns è stata nel gennaio del 2019 in un dark match.
Il 15 aprile 2020 Epico è stato rilasciato ufficialmente dalla WWE, e con lui anche Primo.

### Ritorno in WWC (2019–presente)
Pur rimanendo sotto contratto con la WWE, Primo ed Epico sono tornati in WWC per aiutare il loro padre a rilanciare la federazione. Il 15 aprile 2020 sia Primo che Epico sono stati rilasciati ufficialmente dalla WWE.

## Personaggio

### Mosse finali
- Come Epico
  - Backstabber (Double knee backbreaker)
- Come Fernando
  - Double knee facebreaker

### Manager
- A.W.
- La Vaquita/La Vaca
- El Torito
- Layla
- Rosa Mendes
- Summer Rae

### Musiche d'ingresso
- The Ascension Theme (FCW; 2011; usata come membro degli Ascension)
- Wrong Time (A) (WWE; 2011; usata solo al debutto)
- Gangsta di Jim Johnston (WWE; 2011; usata con Hunico)
- Barcode di Jack Elliot (WWE; 2011–2013)
- Olé Olé di Jim Johnston (2013–2015; come Los Matadores)
- Shining Star dei CFO$ (2016–2017; come The Shining Stars)
- Primos dei CFO$ (2017–2020)

## Titoli e riconoscimenti
- Coastal Championship Wrestling

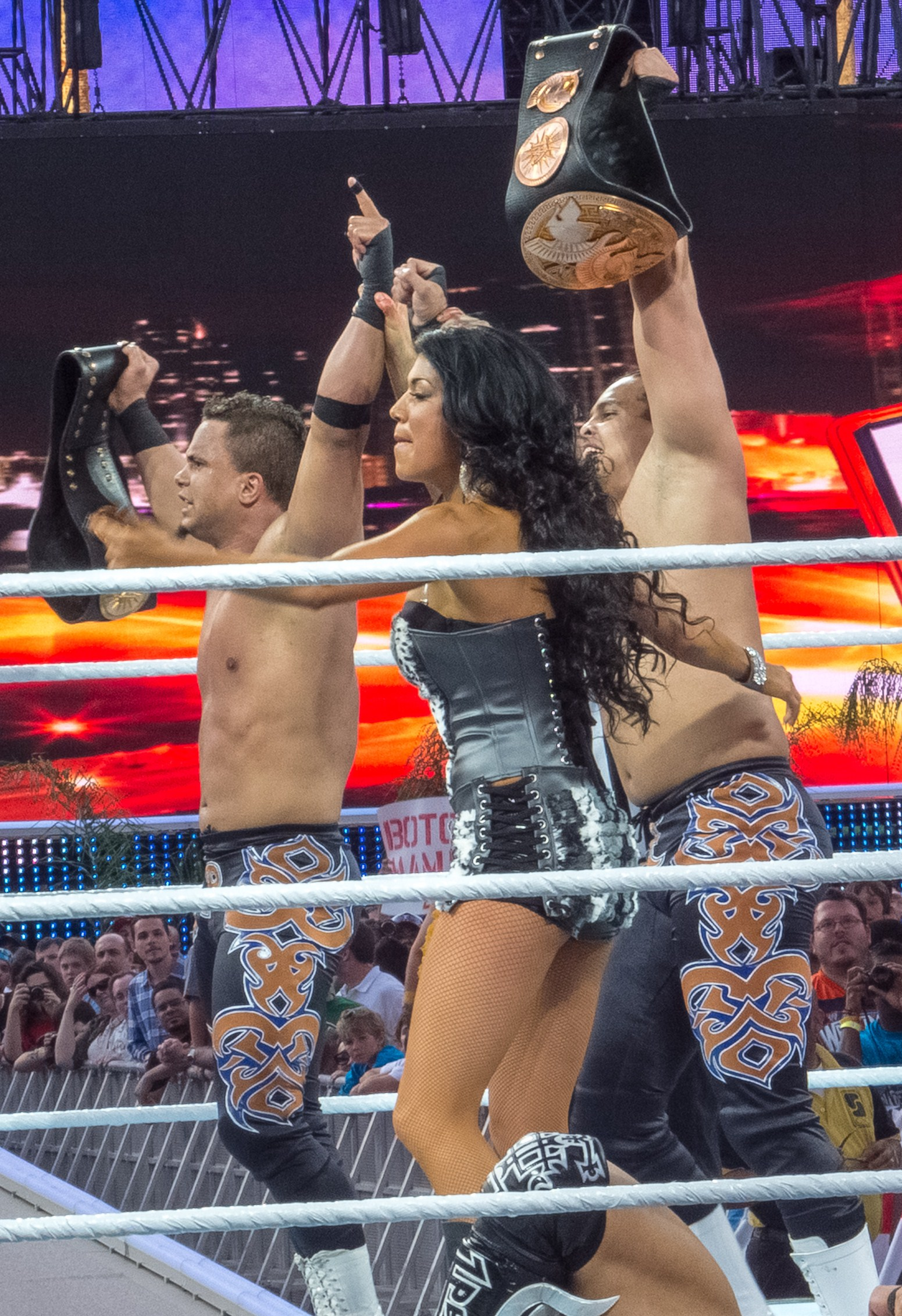
Epico (destra) ed Primo (sinistra), accompagnati da Rosa Mendes, con il WWE Tag Team Championship

  - CCW Tag Team Championship (1) – con Eddie Colón
- Florida Championship Wrestling
  - FCW Florida Tag Team Championship (2) – con Hunico
- Pro Wrestling Illustrated
  - 75º tra i 500 migliori wrestler singoli nella PWI 500 (2008)
- World Wrestling Council
  - WWC Caribbean Heavyweight Championship (1)
  - WWC Puerto Rico Heavyweight Championship (6)
  - WWC Universal Heavyweight Championship (1)
- WWE
  - WWE Tag Team Championship (1) – con Primo